# 鄧美美
鄧美美（英語：Tang Mei Mei，1921年6月10日—2020年12月7日），原名鄧少賢，祖籍廣東梅縣，是香港電影艷星。鄧美美曾經歷多段婚姻，育有多名子女。2020年12月7日，鄧美美在美國洛杉磯病逝，享年99歲。

## 車禍
1949年3月16日凌晨1時，鄧美美駕駛5925號小型「柯士甸」轎車，與導演珠磯、男星高超、女星紫羅蓮等四人在九龍城加林邊道民生書院附近，與「永華影業公司」之職員巴士迎頭相撞，車毀人傷，鄧美美左手受傷；高超微傷頭部及嘴部；紫羅蓮額角微損，全部需送九龍醫院救治。

## 家庭
鄧美美育有多名子女，包括：
- 余慕蓮（余志雅，1937年7月4日－），香港女演員。
- 蓋劍奎（余志麗，1941年－2007年6月12日），前「雛鳳鳴劇團」的文武生，1972年5月19日（星期五）與粵劇紅伶：「香港實驗粵劇團」的始創人之一的李奇峰[4] 之胞弟李志勇先生在九龍太子道聖德肋撒堂舉行天主教婚禮，當晚在美麗華太和殿設聯婚宴筵[5]。2007年6月10日（星期日）在新界汀九橋三車連環相撞車禍裡重傷垂危，2007年6月12日（星期二）中午12時48分不治[6]。

## 外部連結
- 鄧美美在香港影庫上的簡介